# 赤坂ツインタワー
赤坂ツインタワー（あかさかツインタワー、Akasaka Twin Tower, ATT）は、東京都港区赤坂にある森トラスト（旧：森ビル開発）が運営する高層タワービルである。かつては本館・東館・新館の3棟態勢だったが、現在は新館（2024年8月に「ATT EAST」に改称）のみが現存する。
一方ツインビルを構成していた本館・東館は解体され、森トラストとNTT都市開発が跡地などに「東京ワールドゲート赤坂」の整備に取り組み、2024年（令和6年）8月に第1期完工・開業を予定する。街区内には地上43階・地下3階の「赤坂トラストタワー」が建てられる。

## 概要
外堀通りの溜池交差点から六本木方面に曲がったところに建てられたツインビルで、首都高速から、縦縞模様の彫りの深い外壁がよく見えた。ほぼ正方形の本館と東館が少しずらした形で建てられ、5階からは上は、各階とも避難用連絡道路（タワーブリッジ）で結ばれていた。ビル名の頭文字から取って、愛称はATTビル。
本館と東館の間には、イベントスペースとギャラリーなどで構成される「ラフォーレミュージアム赤坂」（葉祥栄設計）があり、演劇やファッションショー、新製品の発表会など様々な催しに利用された。
解体工事は、2014年（平成26年）4月から翌年3月末までの計画で、大成建設の担当で行われた。解体は、同社が赤坂プリンスホテルの解体工事で実践した「テコレップ・システム」で着手され、東館の解体では次世代のテコレップ・システムを見据えた技術で、新たな工法の「昇降ジブクレーンシステム」と「スライディング養生足場」が導入された。

### 施設構成
本館
- 18-2F オフィスフロア
  - 17F 双日エアロスペース
  - 16F デジプリ 、 HTC
  - 13F ライブドアパブリッシング
  - 12F メディア
  - 11F YSLソリューション、ビジネストラスト、エイチ・アール・エイトラスト、ウィズ
  - 10F 3Di、アライアンス
  - 9F LGエレクトロニクス・ジャパン
  - 7F エスネットワークス、税理士法人エスネットワークス、イーエスエー、イーエスペイロール、フラグシップ
  - 6F 衛星ネットワーク、ブランドダイアログ
  - 5F トータルエステート、国際自動車
  - 3F タカラスペースデザイン
  - 2F スター・マイカ、プルータス・コンサルティング
- 1-B1F レストラン・ショッピング・ライフサービスフロア
- B2-B4F 駐車場（自走式）

東館
- 18-2F オフィスフロア
  - 18F プライマル (ソフトウェア会社)
  - 17F テクノアソシエーツ、セミコンポータル
  - 16F パントスジャパン、エー・ピーカンパニー
  - 15F サイボウズ・ラボ
  - 14F 農協共済総合研究所
  - 13F 国際科学技術財団
  - 12F 日本映画衛星放送
  - 11F 日本アリバ、テクノロジー・アライアンス・インベストメント

## ATT新館
1992年（平成4年）7月、道路を1本隔てて竣工した地下1階・地上13階のビル。長らく愛称は「ATT新館」であった。本館・東館などの跡地での「赤坂トラストタワー」の建設を機に街区「東京ワールドゲート赤坂」に編入され、2024年8月に新館ビルの名称を「ATT EAST」に変更した。

### 施設構成
- 13-3F オフィスフロア
  - 13F エヌビディアコーポレーション
  - 5F アールエイジ
- 2F-1F レストラン
- B1F 歯科医院、ATM

## 交通アクセス
地下鉄
- 東京メトロ銀座線・南北線「溜池山王駅」より徒歩5分
- 東京メトロ千代田線「赤坂駅」より徒歩7分
- 東京メトロ千代田線・丸ノ内線「国会議事堂前駅」より徒歩7分

路線バス
- 渋谷駅・六本木駅・新橋駅より都営バス都01系統「赤坂アークヒルズ」下車